# Tartas
Tartas (gaskonsko Tartàs) naselje in občina v jugozahodnem francoskem departmaju Landes regije Akvitanije. Leta 2010 je naselje imelo 3.088 prebivalcev.

## Geografija
Kraj leži v pokrajini Gaskonji ob reki Midouze, med Daxom in Mont-de-Marsanom.

## Uprava
Tartas je sedež dveh kantonov:
- Kanton Tartas-Vzhod (del občine Tartas, občine Audon, Carcarès-Sainte-Croix, Gouts, Lamothe, Le Leuy, Meilhan, Souprosse: 5.282 prebivalcev),
- Kanton Tartas-Zahod (del občine Tartas, občine Bégaar, Beylongue, Boos, Carcen-Ponson, Laluque, Lesgor, Pontonx-sur-l'Adour, Rion-des-Landes, Saint-Yaguen, Villenave: 9.993 prebivalcev).

Oba kantona sta sestavna dela okrožja Dax.

## Zanimivosti
- cerkev sv. Jakoba, francoski zgodovinski spomenik od leta 1999;